# 杨振杰
杨振杰（1936年—），河南开封人，中华人民共和国政治人物。
早年毕业于甘肃师范大学中文系，后供职于甘肃省人民委员会办公厅。1988年，升任中共甘肃省委组织部部长。1994年，任中共甘肃省委副书记。1998年至2003年，担任甘肃省政协主席。